# جیمز مک‌نیل ویسلر
جیمز اَبوت مک‌نیل ویسلر (به انگلیسی: James Abbott McNeill Whistler) نقاش برجستهٔ آبرنگ و چاپ دستی آمریکایی در عصر طلایی ایالات متحده بود که بیشتر در انگلستان فعالیت می‌کرد. او از احساسات و تمجیدهای اخلاقی در نقاشی گریزان و هوادار بزرگ اندیشهٔ هنر از برای هنر بود.
در سدهٔ نوزدهم میلادی، با مورد توجه قرار گرفتن امپرسیونیسم در پاریس، هنرمندان از تمام جهان بدان شهر می‌آمدند تا در تماس مستقیم با آن قرار گیرند. این هنرمندان در بازگشت، تازه یافته‌های این جنبش و نیز نگرش نوین خود را به عنوان طغیان‌کننده‌ای علیه تعصبات و قراردادهای جهان بورژوازی، با خود به ارمغان می‌بردند. ازجملهٔ این هنرمندان که از بانفوذترین معتقدان این آیین جدید در خارج از فرانسه بود، جیمز مک‌نیل ویسلر بود. او همچون همکاران نقاش خویش به چاپ‌نقش‌های ژاپنی، شوقی وافر داشت. ویسلر چون ادگار دگا و آگوست رودن امپرسیونیستی سفت و سخت و دل‌مشغولی اصلی‌اش تأثیرات نور و رنگ نبود، بلکه بیشتر به دقت و ظرافت ترکیب‌بندی توجه داشت. وجه مشترک او با نقاشان پاریس این بود که علاقهٔ هنردوستان به صحنه‌های احساساتی را تحقیر می‌کرد و بر این موضوع تأکید می‌ورزید که در نقاشی، آنچه اهمیت دارد موضوع نیست، بلکه نحوه بیان آن با رنگ‌ها و شکل‌ها است.
مشهورترین نقاشی او طرحی در خاکستری و سیاه، شماره ۱ (۱۸۷۱) است که معمولاً به عنوان مادر ویسلر شناخته می‌شود که پرتره‌ای مشهور و نقیضه از طرح یک پیرزن است. ویسلر با نظریه‌های زیبایی‌شناختی خاص خود و دوستی‌هایش با سایر نقاشان و نویسندگان برجسته، بر دنیای هنر و فرهنگ وسیع زمان خود تأثیر گذاشت.

## آثار

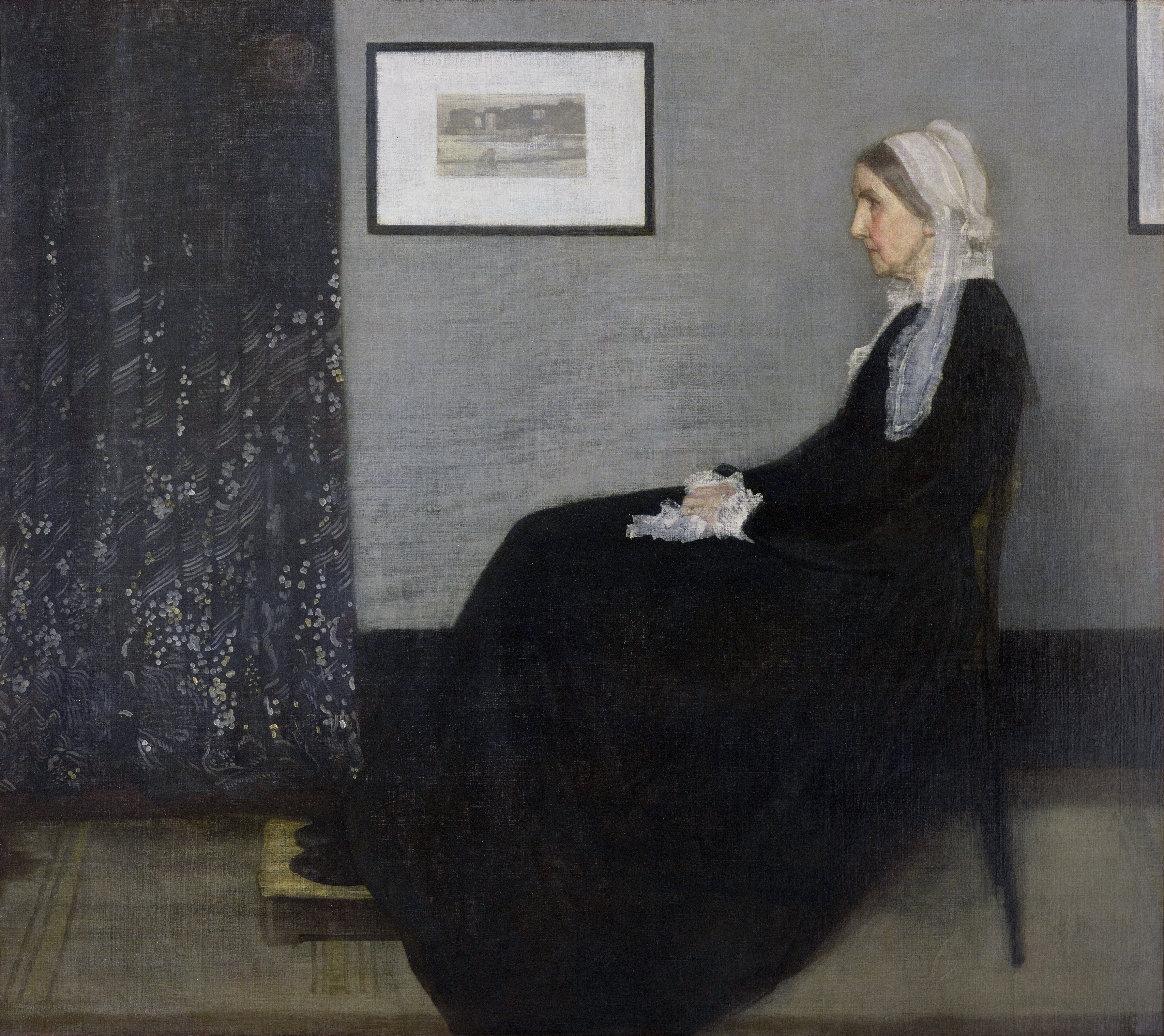
مادر ویسلر ۱۸۷۱ موزه اورسی
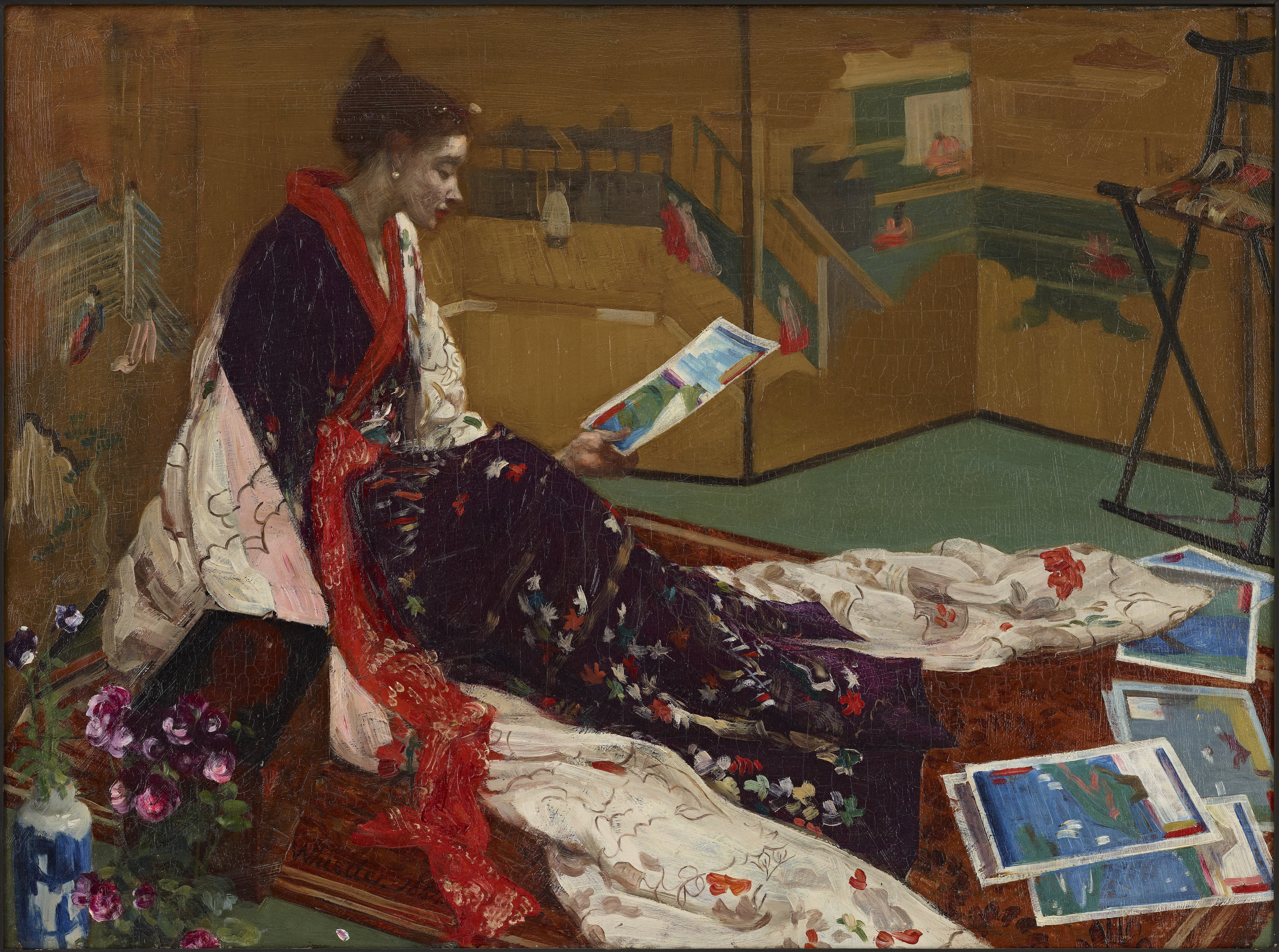
هوس بنفش و طلایی: صفحه طلایی ۱۸۶۴ نگارخانه هنر فریر
شاهدختی از سرزمینی شرقی ۱۸۶۵–۱۸۶۳ نگارخانه هنر فریر
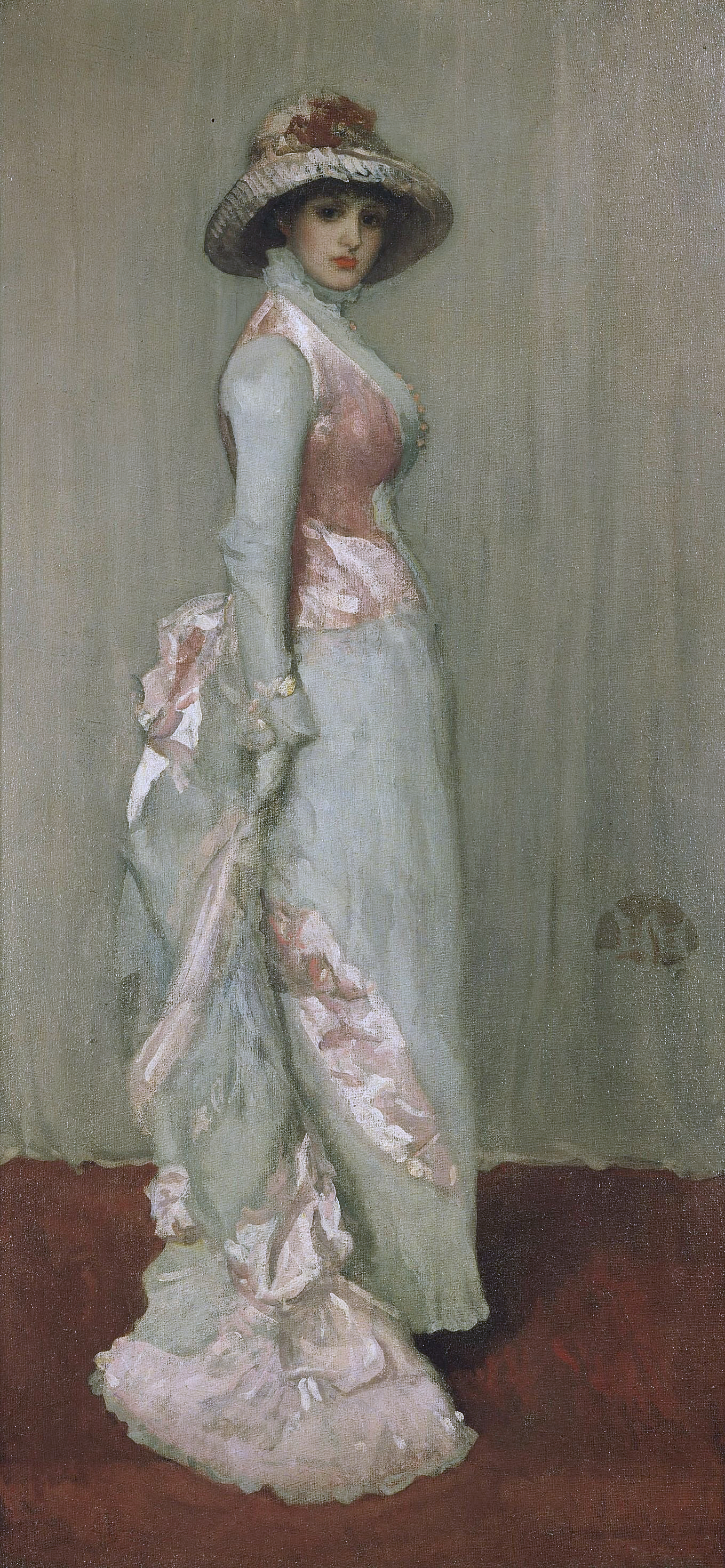
شبانه صورتی و خاکستری، پرتره خانوم مو ۱۸۸۱ مجموعه فریک
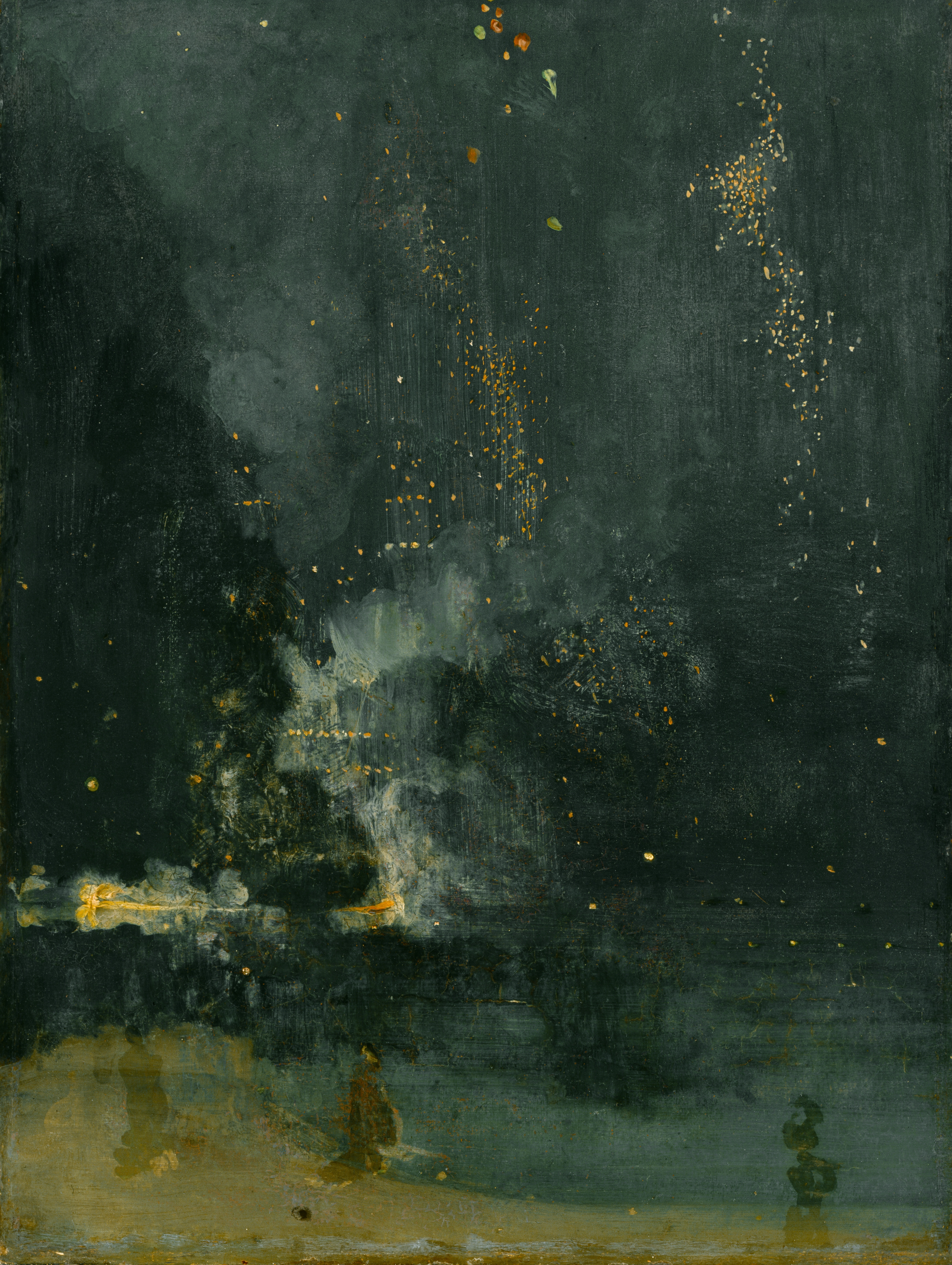
شبانه سیاه و طلایی، سقوط موشک ۱۸۷۷–۱۸۷۲ مؤسسه هنر دیترویت
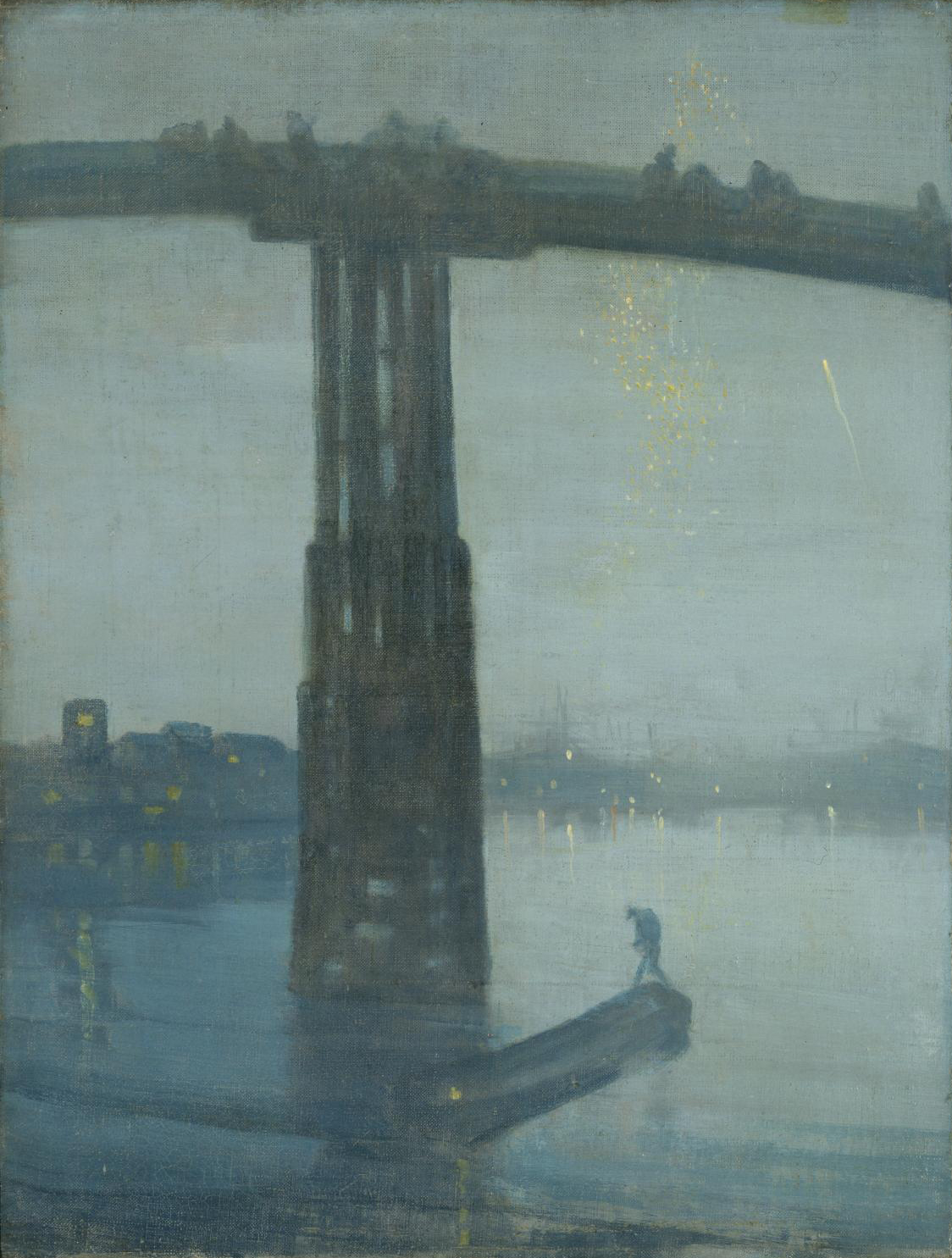
شبانه: آبی و نقره‌ای – پل باترسی قدیمی ۱۸۷۵–۱۸۷۲ تیت بریتانیا
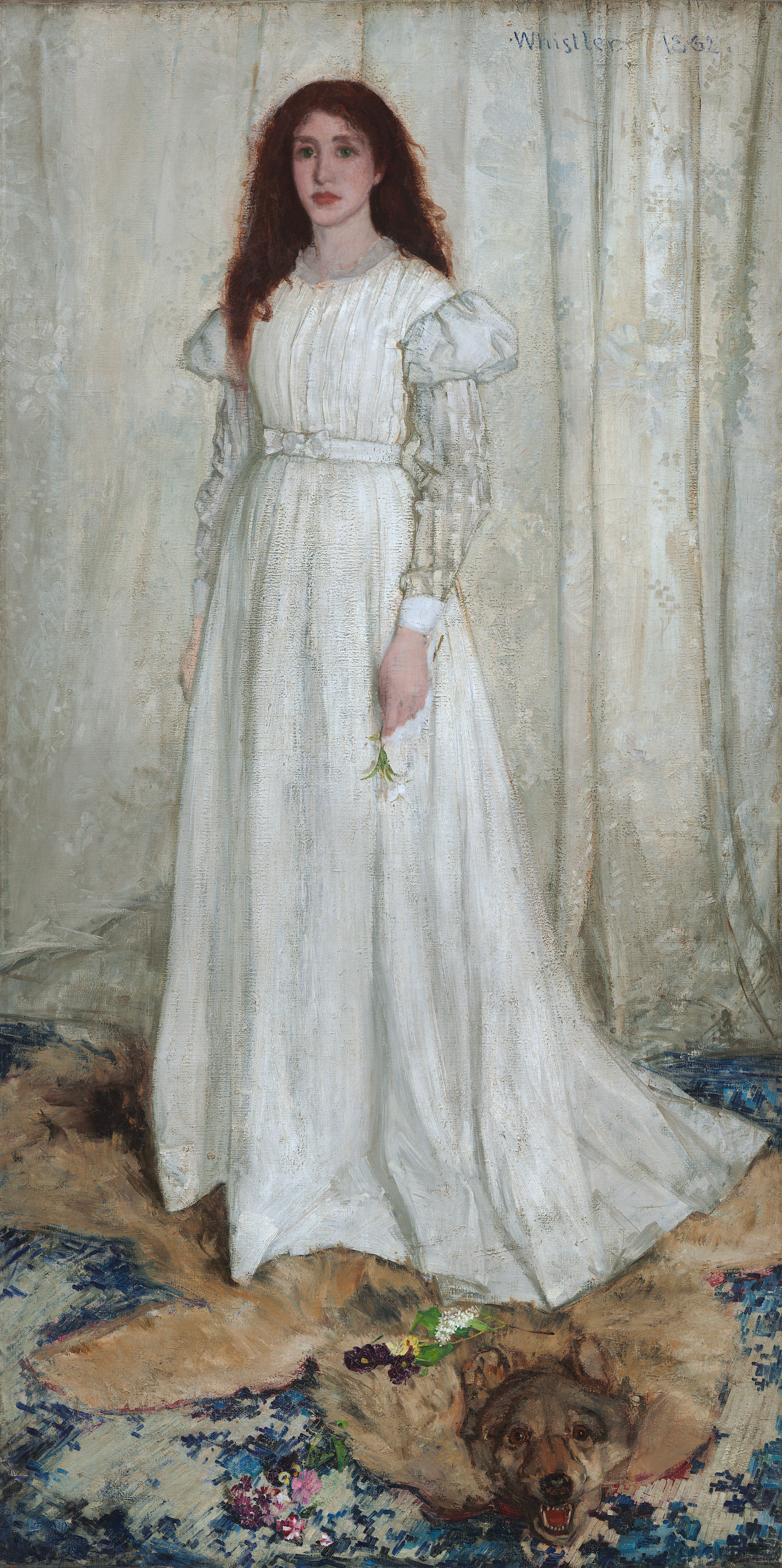
سمفونی سفید، شماره ۱: دختر سفید ۱۸۶۲–۱۸۶۱ نگارخانه ملی هنر آمریکا
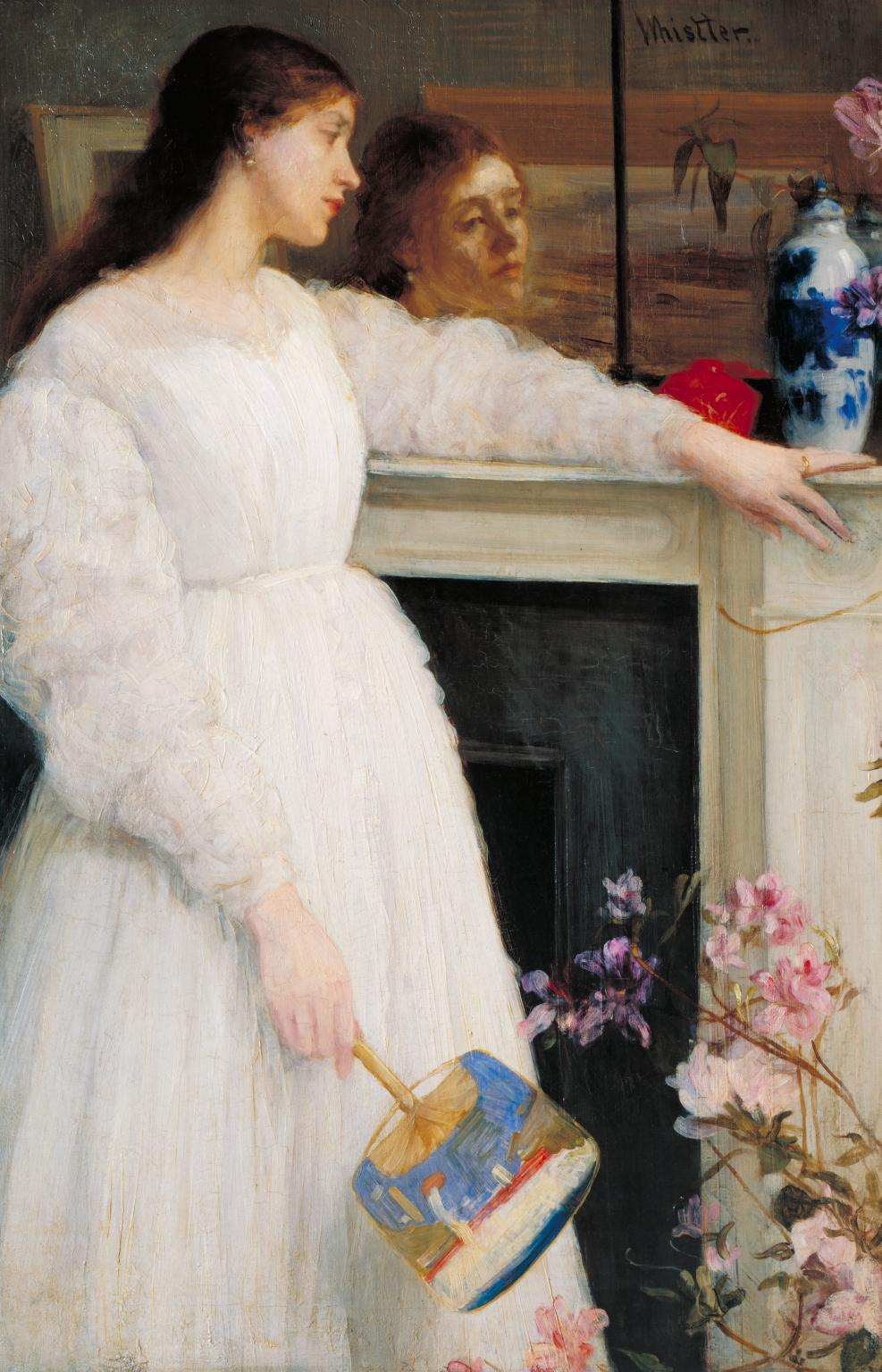
سمفونی سفید، شماره ۲: دختر سفید کوچولو ۱۸۶۵–۱۸۶۴ تیت بریتانیا
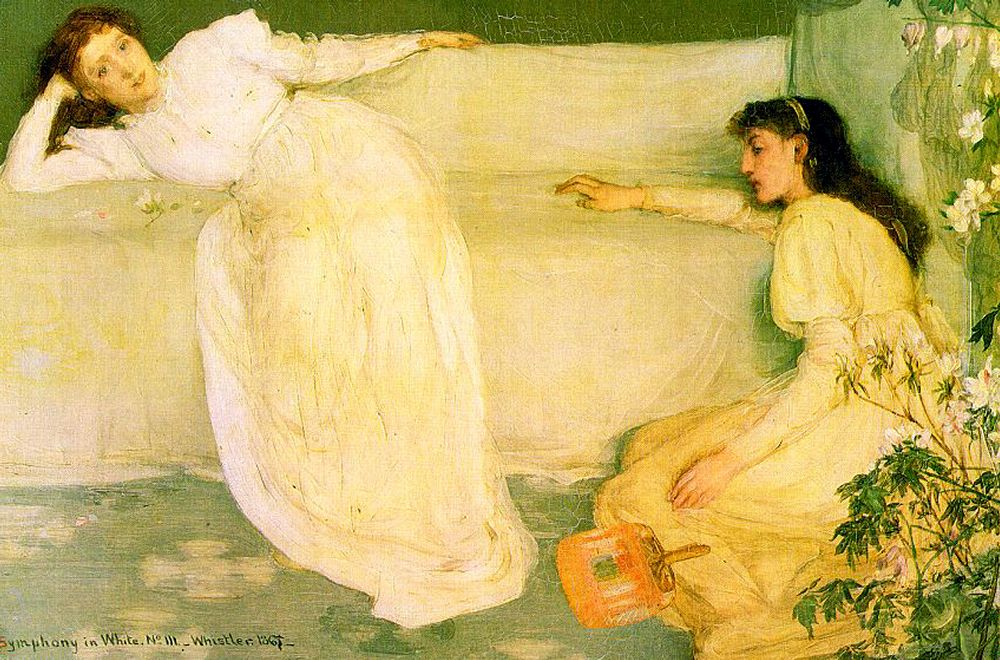
سمفونی سفید، شماره ۳ ۱۸۶۷–۱۸۶۵ مؤسسه هنرهای زیبایی باربر
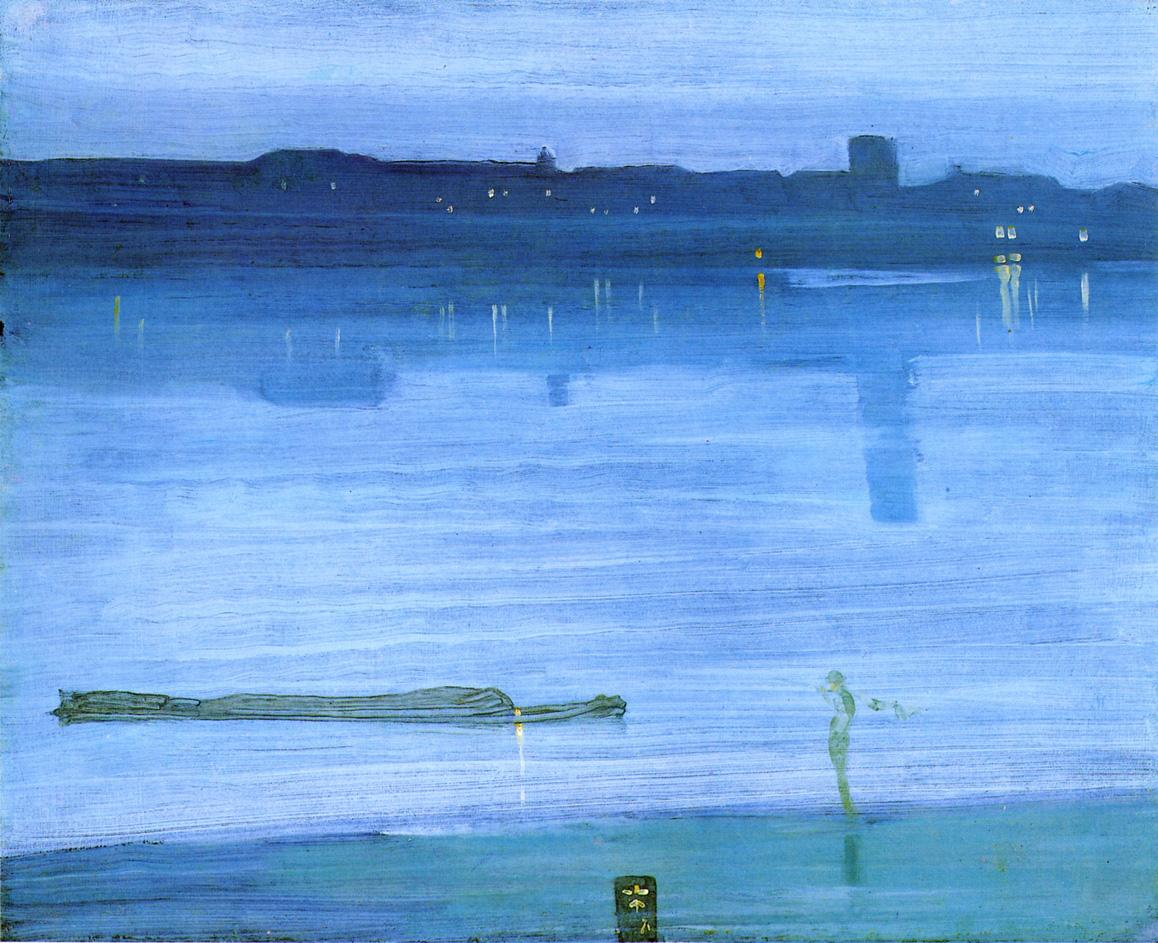
شبانه، آبی و نقره‌ای – چلسی ۱۸۷۱ تیت بریتانیا